# Boria Sax
Boria Sax (31 de marzo de 1949) es un autor estadounidense, conferenciante y  profesor en la Mercy College. Es conocido por sus escritos sobre las relaciones entre los animales y el hombre, en los que ha desarrollado un estilo que combina la erudición con la narrativa y la lírica. Él ve la representación de los animales en la cultura humana como un medio para explorar la identidad humana, así como una fuente perdurable de mitos y leyendas. Las publicaciones de Sax incluyen libros de erudición, poesía, referencia, traducción, memorias y otros géneros. Dos de sus libros académicos han sido nombrados a la lista de "títulos académicos sobresalientes del año", compilados por la revista Choice: Animals in the Third Reich: Pets, Scapegoats, and the Holocaust (Continuum, 2000) y The Mythical Zoo: An Encyclopedia of Animals in Myth, Legend, and Literature (ABC-CLIO, 2002). Sus libros han sido traducidos al francés, japonés, coreano, turco y checo.

## Biografía
Boria Sax nació el 31 de marzo de1949 en White Plains (Nueva York). Realizó su doctorado en Historia Intelectual y Alemán de la Universidad Estatal de Nueva York, Buffalo. Ha trabajado como consultor en derechos humanos de Amnistía Internacional, Helsinki Watch y Derechos Humanos en Internet. También es el fundador de la organización sin fines de lucro "Nature in Legend and Story", dedicada a "promover la comprensión de los vínculos tradicionales entre los seres humanos y el mundo natural".

## Publicaciones

### Becas y traducciones
- City of Ravens: The True History of the Legendary Birds in the Tower of London. Londres: Duckworth, en mayo de 2011.
- Contacts/Kontakte: Poems and Writings de Lutz Rathenow (antología editada de traducciones). Providence: The Poet's Press, 1985.
- The Romantic Heritage of Marxism: A Study of East German Love Poetry. Bern: Peter Lang, 1987.
- The Frog King: On Fairy Tales, Fables and Anecdotes of Animals. Nueva York: Pace University Press, 1990.
- The Parliament of Animals: Legends and Anecdotes from Books of Natural History, 1775 1900. Nueva York: Pace University Press, 1992.
- The Serpent and the Swan: Animal Brides in Literature and Folklore. Austin: U. of Tennessee Press, 1998 (anteriormente publicado por McDonald & Woodward Publishing Co.).
- The Fantastic, Ordinary World of Lutz Rathenow (antología editada de traducciones). Sacramento: Xenos Books, 2001
- Animals in the Third Reich: Pets, Scapegoats, and the Holocaust. Continuum International Publishing Group. 2000. ISBN 0-8264-1289-0.
- The Mythical Zoo: An A-Z of Animals in World Myth, Legend, and Literature. ABC-CLIO. 2002. ISBN 1-57607-612-1.
- Crow. Reaktion Books. 2003. ISBN 1-86189-194-6.
- Imaginary Animals: The Monstrous, the Wondrous, and the Human. London: Reaktion, 2013.[6]
- The Mythical Zoo: Animals in Myth, Legend, and Literature. New York: Overlook, 2013.

### Memorias
- Stealing Fire: A Childhood in the Shadow of Atomic Espionage. Decalogue Books: Yonkers, publicado en 2011.

### Guías de estudio
- Thomas Mann's Death in Venice (study guide). Piscataway, NJ: Research and Education Association, 1996.
- The Romance of Sir Gawain and the Green Knight (study guide). Parsippany, NJ: Research and Education Association, 1996.
- William Faulkner's The Sound and the Fury. (study guide). Parsippany, NJ: Research and Education Association, 1996.

### Capítulos y poemas
- The Raven and the Sun: Poems and Stories. Providence: The Poet's Press, 2010.
- When the Glaciers Melted. New Paltz: Cloud Mountain Press, 1973.
- Rheinland Market. Buffalo: Textile Bridge Press, 1983.
- I am that Snowflake. Providence: The Poet's Press, 1987.

### Artículos
- Sax, Boria (1997-10-05). The Boy Who Gave Away the Bomb. New York Times. Retrieved 2008-07-18.